# Humppila museum vasútállomás
Humppila museum vasútállomás Finnországban, Humppila településen található.

## Vasútvonalak
Az állomást az alábbi vasútvonalak érintik:

## Kapcsolódó állomások
A vasútállomáshoz az alábbi állomások vannak a legközelebb: